# محطة رانس للطاقة المدجزرية
محطة رانس للطاقة المدجزرية هي محطة طاقة مدجزرية تقع في بروتاني، فرنسا ، أفتتحت في 1966  وكانت وقتها أول محطة طاقة مدجزرية في العالم والأكبر إلى أن تجاوزتها محطة بحيرة سيهوا في 2011.
قامت محطة الطاقة بتغذية الشبكة بالكهرباء لأول مرة في عام 1967 ، مما يجعلها أول محطة طاقة من المد والجزر تُستخدم تجاريًا في العالم. بإجمالي إنتاج يبلغ 240 ميغاواط . كانت إلى حد بعيد أكبر محطة طاقة من هذا النوع في العالم لأكثر من 40 عامًا (قبل [[محطة أنابوليس
```
للطاقة المدجزرية ]] ،بـ 
كندا
 ، مع فقط ما يقرب من 20 نبسب ؛ ميغاواط). في أغسطس 2011 ، تجاوزته المحطة الكورية  
محطة بحيرة سهوا للطاقة المدجزرية
 باعتبارها صاحبةالرقم القسياسي لاستغلال الطاقة المدجزرية بسعة تصل إلى  254 ميجاوات.
```

## التاريخ
قبل وقت طويل من القرن العشرين كانت هناك طواحين المد والجزر في بريتاني في فرنسا، ولا سيما على طول نهر رانس ، والتي سخرت قوة المد والجزر لتشغيل أحجار الرحى والآلات الأخرى.
تم تقديم اقتراح استخدام المد والجزر القوي في المنطقة لتوليد الكهرباء على نطاق واسع لأول مرة في عام 1921. من عام 1925 كانت هناك منشأة اختبار في بلدة صغيرة [Aber Wrac'h] بالقرب من لانديدا ، ولكن تم إغلاقها مرة أخرى بعد خمس سنوات بسبب مشاكل التمويل. منذ عام 1943 ، أجرت `` مؤسسة بحوث استغلال الطاقة من البحر  تقريرا مفصلاً في إنشاء محطة لتوليد الطاقة من المد والجزر عند مصب نهر رانس .
استغرق الأمر ما يقرب من 20 عامًا أخرى قبل أن يبدأ البناء فعليًا في عام 1961 تحت إشراف "ألبرت كاكو". تم تجفيف جزء من مصب نهر رانس بواسطة جدارين مؤقتين للسد مصنوعان من أسطوانات خرسانية ضخمة ، وفي الحوض الناتج تم بناء هيكل الإغلاق الحالي مع محطة الطاقة منذ عام 1963 . واستمر هذا ثلاث سنوات أخرى حتى تم افتتاح السد في 26 نوفمبر 1966 من قبل الرئيس الفرنسي شارل ديغول. في العام التالي ، 1967 ، تم فتح الطريق عبر السد للعبور . وفي 4 ديسمبر 1967 ، قامت محطة توليد الكهرباء بتغذية الكهرباء إلى الشبكة الوطنية EDF لأول مرة.
كهيكل هندسي فريد من نوعه ، لطالما كانت محطة الطاقة نقطة جذب سياحي بحد ذاتها ، حيث تجذب حوالي 200.000 زائر كل عام.

## التكنولوجيا

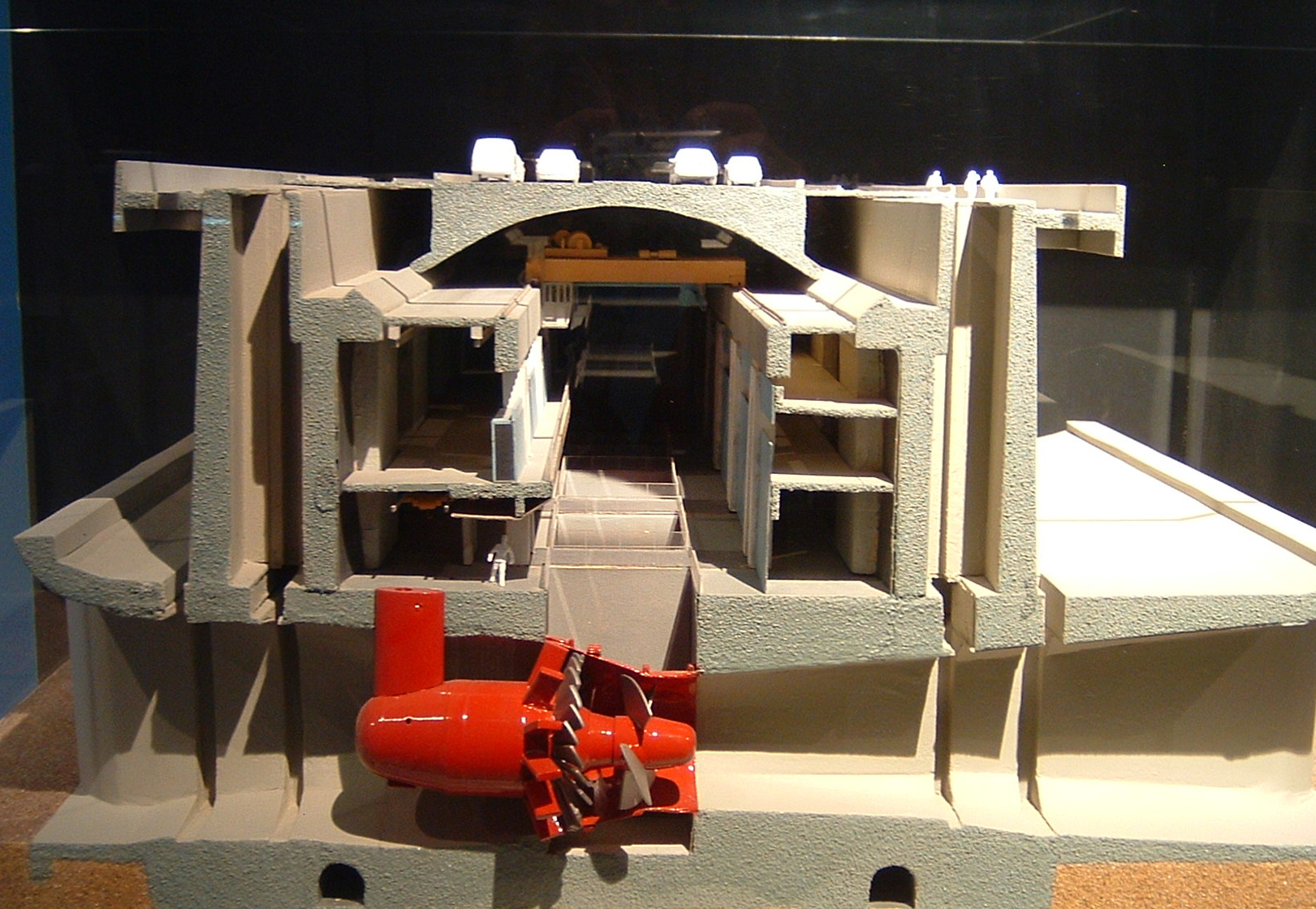
قطع من خلال بيت المحرك (نموذج)

خليج مصب نهر رانس ، المفصول عن البحر المفتوح بمحطة توليد الكهرباء ، تبلغ مساحته حوالي 22 كيلومترًا مربعًا ويبلغ حجم التخزين حوالي 180 مليون متر مكعب. عند الحد الأقصى لمدى المد والجزر يتدفق 720 مليون متر مكعب من المياه عبر محطة الطاقة مع كل مد ، وهو ما يوافق معدل تدفق متوسط يبلغ 15000 متر مكعب / ثانية (تدفق المد والجزر فقط ؛ تدفق النهر غير مدرج).
يتكون هيكل الحاجز الذي أقيم لمحطة الطاقة ، بطول إجمالي يبلغ حوالي 750 مترًا ، (من الغرب إلى الشرق) من حوض هويس بطول 65 مترًا وعرضه حوالي 10 أمتار لشحن السفن والمراكب ، و سد خرساني وطوله 390 مترًا لتخزين المياه تم دمج 24 توربينًا فيه، وسد لحجز المياه بطول 175 متر وعرض 115 متر ، مقسم إلى على جانب ستة أقسام يمكن من خلالها تنظيم تدفق المد والجزر على جانب محطة الطاقة.
يمكّن الهيكل عبور الطريق السريع رقم 168 بين دينارد و سانت مالو و يعبر نهر رانس بهذه الطريقة. كما تم ترتيب جسر قاعدي في منطقة القفل ، والذي يسمح أيضًا بمرور السفن الأكبر حجمًا. يمر حوالي 16.000 سفينة وقارب عبر الهويس كل عام . وعن طريق البر في أوقات الذروة تعبر نحو 35.000 سيارة يوميًا.
التوربينات الـ 24 هي توربينات بصيلة كابلان بعمود دوران أفقي وقطر دوار يبلغ 5.35 متر. بحد أقصى للتدفق 275 متر مكعب / ثانية وسرعة قصوى تبلغ 260 دورة .دقيقة  −1  ، يوفر كل توربين طاقة كهربائية تصل إلى 10 ميغاواط. يمكن تدوير الشفرات بمقدار 40 درجة لتكون قادرة على التكيف مع المتطلبات المتغيرة: تعمل التوربينات في كلا اتجاهي التدفق (عند المد المنخفض والعالي) لتوليد الكهرباء ، ولكن أيضًا توربين المضخة n ، لذلك أنه يمكن أيضًا استخدام محطة الطاقة كمنشأة محطة طاقة تخزين بالضخ يمكن استخدامها. حوالي 20٪ من الوقت يعمل النظام في وضع الضخ و 60٪ في وضع التوربينات. علاوة على ذلك ، يمكن أن تعمل التوربينات أيضًا في "وضع التجاوز" من أجل تقديم أقل مقاومة ممكنة للتدفق وتفريغ الخزان أو ملؤه بسرعة لدعم السد. نظرًا للمجموعة الكبيرة من المتطلبات ، يقبل مستوى منخفض نسبيًا من كفاءة المحطة .